# Motorlet M701
A Motorlet M701 Csehszlovákiában kifejlesztett gázturbinás sugárhajtómű, amelyet az Aero L–29 Delfín kiképző és gyakorló repülőgép hajtóműveként alkalmaztak.

## Története
Az eredetileg M710 típusjelzésű axiálkompresszoros hajtómű tervezése az 1950-es évek közepén kezdődött a Prága melletti Jinonicében működő Motorlet vállalatnál. A kompresszornál jelentkező problémák miatt azonban a hajtóművet áttervezték. Az új, M701 típusjelű centrifugálkompresszorral felszerelt hajtómű fékpadi próbái 1958-ban kezdődtek el, majd ezt követően a repülési próbák egy átalakított Il–28 frontbombázó fedélzetén folytatódtak. Az L–29 Delfín az M701 hajtóművel 1960 júniusában emelkedett először a levegőbe. A hajtómű sorozatgyártása 1961-ben kezdődött és 1989-es befejezéséig a Motorlet 9020 darabot gyártott. Az M701-t több változatban gyártották, de az egyes verziók szerkezeti kialakításukat tekintve megegyeztek, csak a nagyjavítások közti üzemidőben és az élettartamban különböztek. Az M701b–150 nagyjavítás közti üzemidő tartaléka 150 óra volt, az M701c–150 esetében ez az érték 250 óra, az M701c–400-nál 400, az M701c–500-nál pedig 500 óra volt, míg a hajtómű teljes élettartama 1500 üzemóra volt.

## Jellemzői
Az M701 hajtómű egytengelyes kialakítású, egyfokozatú, 4,8-as nyomásviszonnyal rendelkező  centrifugálkompresszorral. Hét darab csöves égéstere van, amely mögött egyfokozatú turbina található. Az üzemanyag-rendszere kettőzött.

## Műszaki adatai
- Hossz: 2067 mm
- Magasság: 928 mm
- Szélesség: 896 mm
- Száraz tömeg: 335 kg
- Légnyelés: 16,7 kg/s
- Nyomásviszony: 4,35
- Fajlagos üzemanyag-fogyasztás: 0,1048 kg/kN·h
- Maximális tolóerő: 8,728 kN
- Névleges tolóerő: 7,845 kN
- Üzemi tolóerő: 7,061 kN

## Külső hivatkozások
- A hajtóművet gyártó Walter (korábban Motorlet) vállalat honlapja (csehül és angolul)
- Walter (Motorlet) M701 (Czech Republic) – Jane's Aero-Engines (angolul)